# Ruisseau de Guitard
Pour l’article homonyme, voir Guitard.
Le ruisseau de Guitard est un ruisseau français, qui coule dans le département de la Lozère, en ancienne région Languedoc-Roussillon, donc en nouvelle région Occitanie. C'est un affluent de la Limagnole en rive gauche, donc un sous-affluent de la Garonne par la Truyère et le Lot.

## Géographie
De 14 km de longueur, le ruisseau de Guitard prend son nom au lieu-dit « Chardenoux » sur la commune de Sainte-Eulalie ; en amont, on l'appelle aussi le ruisseau de « La Cigale ». Il prend sa source près du Malpertus (forêt communale de Sainte-Eulalie) dans les monts de la Margeride.
Son principal affluent est le ruisseau de Chardenoux (4,9 km), qui prend sa source au Travers de la Champ (1 411 mètres).
Le Guitard se dirige d'abord vers le sud jusqu'à Chardenoux puis vers l'ouest et se jette dans la Limagnole en rive gauche au niveau de la commune de Saint-Alban-sur-Limagnole.

### Communes traversées
Le Guitard traverse ou longe les communes Lozériennes suivantes : Fontans, Saint-Alban-sur-Limagnole, Saint-Denis-en-Margeride et Sainte-Eulalie.